# برايفايسكا

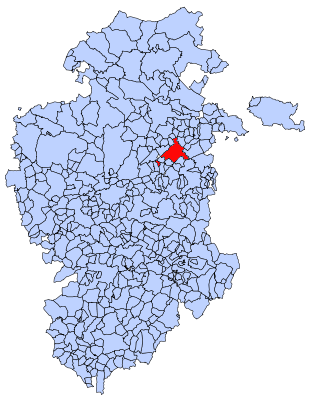
موقع البلدية

بلدية بروسقة أو برفيسكا أو برويسكا (بالإسبانية: Briviesca)‏، هي إحدى بلديات مقاطعة برغش، التي تقع في منطقة قشتالة وليون، والتي تقع في شمال غرب إسبانيا.
يبلغ عدد سكانها 7.227 نسمة وفقاً لإحصائية سنة (2007). وتبلغ مساحتها 81.20 كم2، وبذلك تكون الكثافة السكانية 89 نسمة/كم2. وتقع على ارتفاع 726 م عن سطح البحر.

## توأمة
لبرايفايسكا اتفاقيات توأمة مع:
- سانتا في

## وصلات خارجية
- نسخة محفوظة 3 يوليو 2008 على موقع واي باك مشين.